# التقسيم النمساوي
يتألف التقسيم النمساوي (البولندية: zabór austriacki) من الأراضي السابقة في الكومنولث البولندي اللتواني التي استحوذت عليها عائلة هابسبورغ خلال تقاسم بولندا في أواخر القرن الثامن عشر. أجريت التقسيمات الثلاثة بالاشتراك مع الإمبراطورية الروسية ومملكة بروسيا وهابسبورغ النمسا، مما أدى إلى القضاء التام على التاج البولندي. استحوذت النمسا على الأراضي البولندية خلال التقسيم الأول من عام 1772، والتقسيم الثالث لبولندا في عام 1795. وفي النهاية، كان القطاع النمساوي يضم ثاني أكبر حصة من سكان الكومنولث بعد روسيا؛ أكثر من 2.65 مليون شخص يعيشون على مساحة 128،900 كيلومتر مربع (49،800 ميل مربع) من الأراضي التي كانت تشكل في السابق الجزء الجنوبي الأوسط من الجمهورية.

## التاريخ
الأراضي التي حصلت عليها الإمبراطورية النمساوية (فيما بعد الإمبراطورية النمساوية المجرية ) خلال التقسيم الأول تضمنت دوقية Zator ودوقية أوشفيتشيم، وكذلك جزء من بولندا الصغرى مع مقاطعات كراكوف وساندوميرتس وغاليسيا وجزء صغير من مدينة كراكوف. شمل التقسيم الثالث لبولندا أراضي غاليسيا الغربية وجنوب ماسوفيا. تضمنت الأحداث التاريخية الكبرى في التقسيم النمساوي: تشكيل دوقية وارسو النابلية في عام 1807، والتي أعقبتها الحرب البولندية النمساوية عام 1809 بمساعدة الفرنسيين، ومعركة رازين التي أدت إلى هزيمة مؤقتة للنمسا (1809) قبل استعادة كراكوف ولو من قبل الدوقية. ومع ذلك، فإن سقوط نابليون، أدى إلى إلغاء الدوقية في مؤتمر فيينا (1815) وسمح لنمسا باستعادة السيطرة. أنشأ المؤتمر محمية مدينة كراكوف الحرة للنمسا وبروسيا وروسيا، والتي استمرت لمدة عقد من الزمان. تم إلغاؤها من قبل النمسا، بعد سحق انتفاضة كراكوف في عام 1846. ساعد تشكيل الجيوش البولندية من قبل يوزف بيوسودسكي في البداية للقتال إلى جانب الجيش الهنغاري النمساوي،  بولندا على استعادة سيادتها في أعقاب الحرب العالمية الأولى.

## اقتصاد
من الناحية الاقتصادية كانت غاليسيا متخلفة إلى حد ما، واعتبرت عالميا أفقر الأقسام الثلاثة.  كان هناك الكثير من الفساد خلال الانتخابات، واعتبرت حكومة فيينا المنطقة ذات أولوية منخفضة للاستثمار والتنمية. لقد كانت منطقة شاسعة، لكنها كافحت باستمرار مع عدم كفاءة الزراعة وصناعة صغيرة. في عام 1900، لم يتمكن 60٪ من سكان القرية (12 عامًا فأكثر) من القراءة أو الكتابة. كان التعليم إلزاميًا حتى سن 12 عامًا، لكن هذا المطلب تم تجاهله في كثير من الأحيان. تشير التقديرات بين عامي 1850 و1914 إلى أن حوالي مليون شخص من غاليسيا (معظمهم بولنديون) هاجروا إلى الولايات المتحدة. 

## القطاع الإدراي
الإمبراطورية النمساوية قسمت أراضي الكومنولث السابقة التي حصلت عليها إلى:
- مملكة غاليسيا ولومدريا - من 1772 إلى 1918.
- غرب غاليسيا - من 1795 إلى 1809
- مدينة كراكوف الحرة - من 1815 إلى 1846

وكانت مدينتان مهمتان وكبيرتان في التقسيم النمساوي كراكوف (الألمانية: Krakau ولفيف (الألمانية: Lemberg ).
في التقسيم الأول، حصلت النمسا على الحصة الأكبر من السكان البولنديين، وثامي أكبر حصة من الأراضي (83،000) كيلومتر مربع بأكثر من 2.65 مليون شخص). لم تشارك النمسا في التقسيم الثاني، وفي التقسيم الثالث حصلت على 47000 كيلومتر مربع ب1.2 مليون شخص. عموما، حصلت النمسا حوالي 18 في المئة من أراضي الكومنولث السابقة (130،000   كم²) وحوالي 32 بالمائة من السكان (3.85 مليون شخص).